# Elon Lindenstrauss
Elon Lindenstrauss (ur. 1 sierpnia 1970 w Jerozolimie) – izraelski matematyk, laureat Medalu Fieldsa z 2010 roku.

## Życiorys
Otrzymał tytuł licencjata w dziedzinie matematyki i fizyki na Uniwersytecie Hebrajskim w Jerozolimie w 1991 roku. Cztery lata później otrzymał tytuł magistra, a w 1999 roku obronił doktorat z matematyki na tej samej uczelni.  
W latach 1999–2001 prowadził badania w Institute for Advanced Study w Princeton, a w latach 2001-2003 piastował stanowisko adiunkta na Uniwersytecie Stanforda w Kalifornii. Od 2001 do 2003 roku pracował w Courant Institute of Mathematical Sciences na Uniwersytecie Nowojorskim, a w latach 2004-2010 był profesorem Uniwersytetu w Princeton. Od 2008 roku był także profesorem na Uniwersytecie Hebrajskim w Jerozolimie. 
W 2006 wygłosił wykład sekcyjny, a w 2010 wykład plenarny na Międzynarodowym Kongresie Matematyków. 
W roku 2004 otrzymał Nagrodę EMS, a w 2010 Medal Fieldsa za pracę nad teorią ergodyczną.